# كولن دويل
كولن دويل هو لاعب اللاكروس كندي، ولد في 8 سبتمبر 1977 في كيتشنر في كندا.